# Synagoge (Bojanowo)

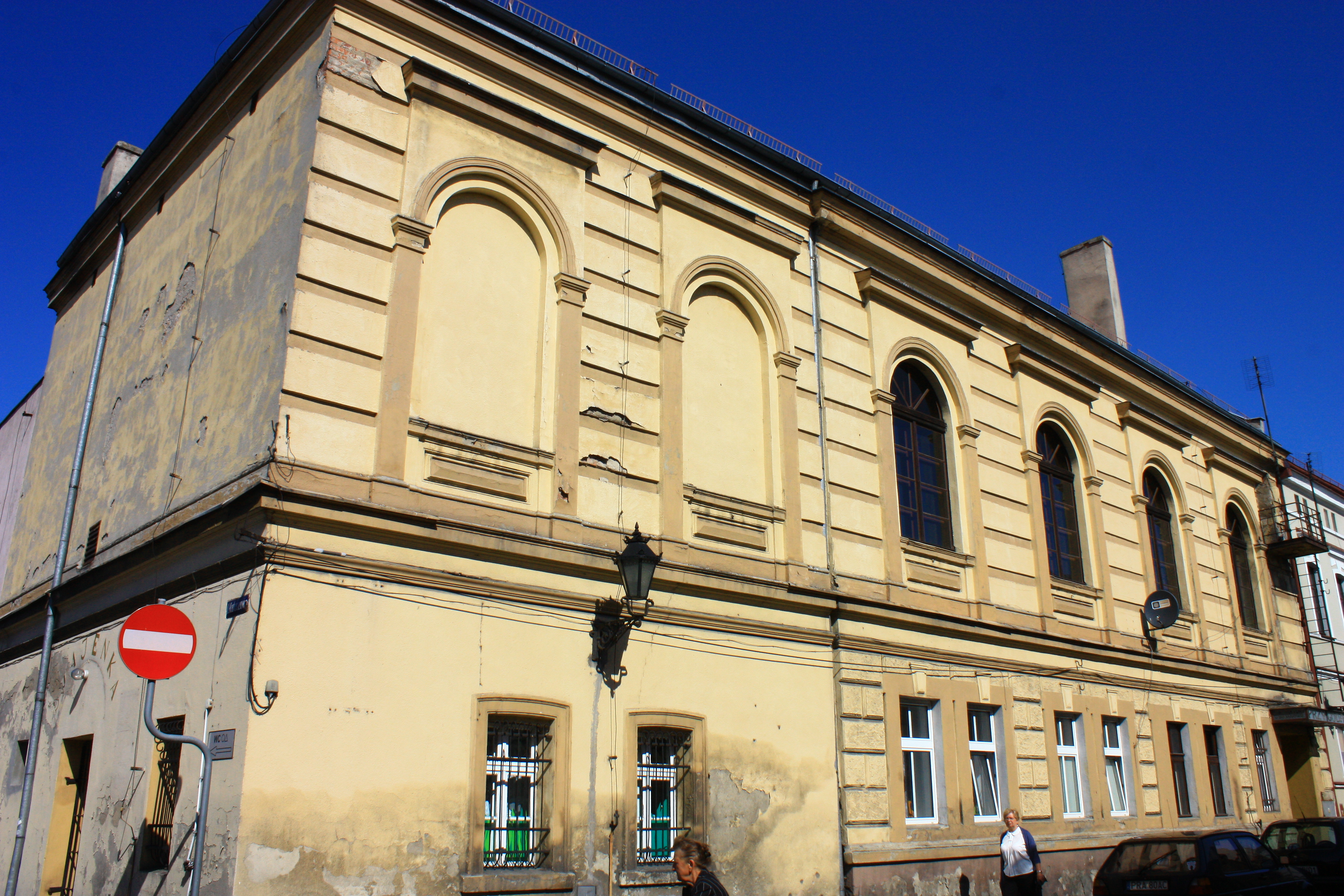
Synagoge in Bojanowo

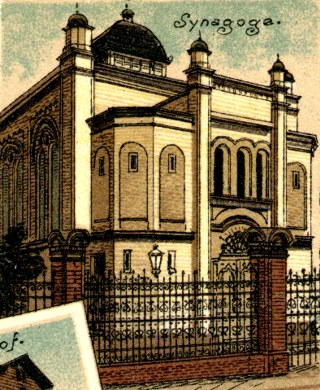
Postkarte aus dem 19. Jahrhundert

Die Synagoge in Bojanowo, einer polnischen Stadt in der Woiwodschaft Großpolen, wurde 1859 errichtet. Die profanierte Synagoge an der Bojanowskiego Straße 5 ist seit 1991 als Kulturdenkmal klassifiziert. 
Die Synagoge wurde bis zu Beginn der deutschen Besetzung Polens im Jahr 1939 für Gottesdienste genutzt. Ab 1947 wurde sie als Sporthalle einer Schule zweckentfremdet. Seit 1997 befindet sich im Synagogengebäude eine Kunstgalerie.